# Horst Bischeck
Horst Bischeck (* 12. Februar 1918 in Gräfenhain; † unbekannt) war ein deutscher LPG-Vorsitzender, Politiker und Volkskammerabgeordneter der DDR der SED.

## Leben
Bischeck war der Sohn eines Arbeiters. Nach dem Besuch der Volksschule und der Berufsschule ließ er sich zwischen 1934 und 1939 zum Steinschläger ausbilden. Nach Ausbruch des Zweiten Weltkrieges wurde er zur deutschen Wehrmacht eingezogen. Gegen Ende des Krieges geriet er in Gefangenschaft. Damach arbeitete er wieder als Steinschläger bis 1947, dann wechselte er in den Dienst der Deutschen Volkspolizei und war danach im SED- und Staatsapparat tätig. 1954 wurde er dann Vorsitzender der LPG „Einheit“ in Lehndorf, Kreis Kamenz.

## Politik
Bischeck trat 1947 in die SED ein und war von 1947 bis 1950 Gemeindevertreter in Reichenbach bei Kamenz. 1955 wurde er Mitglied der SED-Kreisleitung in Kamenz.
In den zwei Wahlperioden von 1958 bis 1967 war er Mitglied der SED-Fraktion in der Volkskammer der DDR.

## Auszeichnungen
- Nationalpreis der DDR, III. Klasse
- Hervorragender Genossenschaftsbauer
- Aktivist der sozialistischen Arbeit